# بخش بول موز، شهرستان کاس، مینه سوتا
بخش بول موز (به انگلیسی: Bull Moose Township) یک منطقهٔ مسکونی در ایالات متحده آمریکا است که در شهرستان کاس، مینه‌سوتا واقع شده‌است.
 بخش بول موز ۹۳٫۲ کیلومتر مربع مساحت و ۱۰۷ نفر جمعیت دارد و ۴۲۸ متر بالاتر از سطح دریا واقع شده‌است.